# Gefecht am Etzel
Etzel · Pfäffikon · Grüningen I · Freienbach · Blickensdorf · Hirzel · Bremgarten · Regensberg · Grüningen II · St. Jakob an der Sihl · Greifensee · St. Jakob an der Birs · Erlenbach I · Koblach · Sargans · Wil · Kirchberg · Wolfhalden · Obertoggenburg · Wigoltingen · Erlenbach II · Männedorf · Wollerau · Ragaz
Das Gefecht am Etzel war die erste militärische Auseinandersetzung im Alten Zürichkrieg. Es war keineswegs kriegsentscheidend, doch markiert es die Wende zu einer neuen Phase offener Feindseligkeit.

## Vorgeschichte
Die ersten drei Jahre des Alten Zürichkriegs waren geprägt von hektischen diplomatischen Aktivitäten um die Aufteilung der Erbmasse des am 30. April 1436 verstorbenen letzten Toggenburger Grafen Friedrich VII. Besonders Zürich und Schwyz stritten sich um die Kontrolle der Handelsrouten zu den Bündner Pässen, wobei Schwyz die Oberhand behielt; zu Kampfhandlungen war es indes noch nicht gekommen. Allerdings geriet die Stadt Zürich am 29. April 1437 durch ein Burgrecht mit den Landleuten der Grafschaft Sargans und die anschliessende Zerstörung der Burgen Nidberg und Freudenberg in einen Kriegszustand mit der Herzog Friedrich IV. von Österreich. Schwyz und in seinem Gefolge Glarus besetzten daraufhin das Sarganserland und setzten den Grafen Heinrich II. von Werdenberg-Sargans, den sie zuvor in ihr Landrecht aufnahmen, wieder in seine Herrschaft ein.
Am 29. Oktober 1438 wurde auf einer Tagsatzung der sogenannte „Berner Spruch“ gefällt, der eine Verlängerung des Waffenstillstandes in der bereits zweieinhalb Jahre dauernden Krise zwischen Zürich und Schwyz sowie die Aufhebung der seit dem 20. Oktober währenden Handelbeschränkungen durch Zürich zum Inhalt hatte. Auf die Klagen der Zürcher bezüglich der Holzausfuhrsperre durch Schwyz sowie die Zusammenarbeit der letzteren mit dem Habsburger Friedrich IV. bei der Aufteilung des Toggenburger Erbes wurde nicht eingegangen, was die Zürcher dazu veranlasste, am 3. Januar 1439 den Spruch aus formalen Gründen abzulehnen und ihre militärische Position gegenüber dem Hauptgegner Schwyz zu stärken. Am 3. Februar erneuerte Rudolf von Sax, der Abt von Einsiedeln, sein auf Lebenszeit geschlossenes Burgrecht mit Zürich und versprach der Limmatstadt, ihr die Feste Pfäffikon offen zu halten.

## Verlauf
Nach Ablauf des Waffenstillstandes am 3. Mai 1439 zogen 4000 Mann gleichentags unter Bürgermeister Rudolf Stüssi seeaufwärts nach Pfäffikon. Noch am selben Abend besetzte Schwyz den Etzel, während die Glarner die Eingänge zur March sowie zum Tal Glarus selbst besetzten. Ebenso besetzten die Landleute der Herrschaften Toggenburg und Gaster/Windegg sowie der Grafschaft Uznach ihre Grenzen zum Zürcher Gebiet. Die Stadt Wil sowie Petermann und Hildebrand von Raron, die Erben der Stammlande der Toggenburger sowie Uznachs, seit 1437 im Landrecht mit Schwyz, wandten sich im Norden gegen die seit 1424 zürcherische Grafschaft Kyburg. Zur gleichen Zeit wurden die fünf unbeteiligten eidgenössischen Orte Bern, Luzern, Uri, Unterwalden und Zug von beiden Seiten um Unterstützung gemahnt.
Am 4. Mai kamen Boten von Uri und Unterwalden bei Ital Reding an, Landammann und Oberbefehlshaber von Schwyz, um ihm zu melden, dass sich die Truppen beider Orte in der Nähe befänden, aber baten ihn jedoch, keinen Angriff auszuführen, um den Frieden doch noch zu erhalten. Zu den Gesandten kam noch ein Eilbote aus Luzern, der diesen Antrag unterstützte und einen Brief dabei hatte, der noch Aussicht auf Versöhnung versprach.
Von Pfäffikon aus bewegten sich 3000 Mann seeaufwärts Richtung March, während 1000 Mann unter Ulrich von Lommis am Fuss des Etzels verblieben, um den Gegner zu beobachten und ihn an seinen Bewegungen zu hindern. Ital Reding reagierte darauf mit einer Warnung an die Glarner und die Märchler und befahl seiner Hauptmacht, sich ruhig zu verhalten, um Lommis über seine eigene Truppenstärke im unklaren zu lassen. In der Nacht vom 4. auf den 5. Mai erhielten die Schwyzer den Absagebrief Zürichs, doch verhielten sich die Truppen beider Seiten zunächst ruhig.
Während Reding noch mit den Boten der drei noch unbeteiligten Orte verhandelte, waren plötzlich Schüsse zu hören. Etwa 100 junge Zürcher aus der Seegegend, die die Gegend ausspähen sollten und dabei zu unvorsichtig waren, gerieten unbemerkt zwischen einen schwyzerischen Vorposten, worauf sofort geschossen wurde. Nach Verlusten von 11 Mann zog sich der Zürcher Spähtrupp wieder zurück. Reding, der mit einem Angriff auf Bitten der Gesandten ursprünglich noch zuwarten wollte, reagierte auf die Schüsse, indem er seine gesamte Hauptmacht in Richtung des Gegners in Bewegung setzte. Lommis, im unklaren über die Stärke des Gegners, zog sich mit seinen Truppen zurück. Die Gesandten der drei Orte beklagten den Ausbruch der Feindseligkeiten und rieten Reding von einer Verfolgung von Lommis’ Truppen ab.
Die Zürcher Hauptmacht unter Stüssi, die sich in Richtung der March bewegte, fand deren Grenzen gut besetzt vor, so dass er sich entschied, von einem Angriff abzusehen und sich mit seinen Truppen ebenfalls zurückzuziehen. Durch starke Regenfälle wurden weitere militärische Unternehmungen unmöglich.

## Folgen
Auf die Nachricht der Kampfhandlungen folgten wiederum diplomatische Aktivitäten. Nach und nach trafen Boten am Schauplatz ein. Auf Vermittlung der Städte Basel, Strassburg, Konstanz, Schaffhausen, Überlingen, Rheinfelden, Ravensburg, St. Gallen sowie der Boten von Bern, Luzern, Solothurn, Zug, Uri, Unterwalden, Appenzell und Baden wurde bereits zehn Tage später, am 13. Mai, ein Waffenstillstand bis zum 3. April 1440 geschlossen. Als Auflage mussten die Zürcher den Schwyzern und Glarnern sowie den mit den zwei Orten im Landrecht stehenden den freien Handel in ihrem Herrschaftsgebiet erlauben. Die Ausfuhrsperren beider Seiten wurden jedoch aufrechterhalten. Dies und viele weitere ungeklärten Fragen liessen keine schnelle Einigung erwarten, so dass sich der Krieg ausweitete und ab 1443 endgültig zum Ausbruch kam.